# Chichagof Island
Chichagof Island (in der deutschen Transkription des russischen Originalnamens Остров Чичагова  auch Tschitschagow) ist eine Insel im Alexander-Archipel im Alaska Panhandle, im Südosten Alaskas. Sie gehört zu den ABC-Inseln von Alaska.
Die Insel hat eine Fläche von 5306 Quadratkilometer, ist 121 Kilometer lang und 89,1 Kilometer breit (größte Ost-West-Ausdehnung 95,8 km)  und nach Kodiak und Prince of Wales Island die drittgrößte Insel Alaskas. Die Bevölkerung der Insel betrug im Jahr 2000 1342 Personen.
Chichagof Island liegt nördlich von Baranof Island. Sie wird begrenzt durch die Chatham Strait im Osten, die Icy Strait im Nordosten, den Cross Sound im Nordwesten, den Golf von Alaska im Westen und die Peril Strait im Süden.
Die Gemeinden Hoonah, Pelican, Tenakee Springs und Elfin Cove liegen alle in der nördlichen Hälfte von Chichagof Island, im Hoonah-Angoon Census Area. Die südliche Hälfte der Insel bildet den nördlichen Teil des City and Borough Sitka. Nur 8 Personen wurden im Jahre 2000 in diesem Gebiet gezählt. Die wirtschaftlichen Haupteinnahmequellen für alle diese Gemeinden sind Tourismus, Fischfang und Holzgewinnung.
Die Insel wurde nach Wassili Jakowlewitsch Tschitschagow, einem russischen Polarforscher und Admiral, benannt.

## Tourismus
Es werden geführte Jagdausflüge angeboten. Es können Braunbären, Seeotter, Robben, Seelöwen, Adler, Seevögel und Wale beobachtet werden. Auch Seekajak-Touren werden angeboten. In Tenakee-Springs gibt es heiße Quellen und öffentliche Bademöglichkeiten. Hoonah ist die größte Tlingit-Siedlung in Alaska, außerdem Ausgangspunkt für Angelausflüge. Elfin Cove ist ein Fischerdorf, das auf Pfählen erbaut wurde. In Pelican kann man Fischen und Wandern.